# Зденка Вучковић
Зденка Вучковић (Загреб, 20. јун 1942 — Загреб, 7. март 2020) била је певачица забавне музике, популарна током шездесетих година.

## Биографија
Зденка Вучковић је своју певачку каријеру започела 1958. године и то као петнаестогодишња девојчица са песмом "Кућица у цвећу" и потпуним тријумфом на првом Опатијском фестивалу са песмом "Моја мала девојчица", коју је отпевала у дуету са тада једном од највећих звезда, Ивом Робићем. Од раних шездесетих година запоседа сами врх популарности и ту позицију је чврсто држала све до почетка седамдесетих година. У овом периоду је била најтиражнија Југотонова "екстра звезда". У 2008. години прославила је златни јубилеј; 50 година сјајне певачке каријере где је супериорно владала музичком сценом.
Врхунац каријере био је пред крај 60-их када су јој пратећи бенд били сарајевски "Индекси" и када су пунили све дворане у бившој Југославији. Највећи успех њене певачке каријере је тај што је свим главним фестивалима у Хрватској утиснула снажан печат својим победама.

## Дискографија
Опатија:
- Мала дјевојчица (Тата, купи ми ауто), (дует са Ивом Робићем), победничка песма, '58
- Кућица у цвећу (алтернација са Лолом Новаковић), друга награда слушалаца у дворани и друга награда жирија југословенских РТВ станица, '58
- А шта сад / Макови (дует са Арсеном Дедићем), '63
- Још само пет минута / Море (дует са Ивом Робићем), '64
- И љети и зими / Заборави (алтернација са Љиљаном Петровић), '65
- Баш ме брига (алтернација са Златком Голубовићем), '66
- Жељела сам само тебе (алтернација са Љупком Димитровском), трећа награда жирија (дели је са Индексима), '68
- Сретна сам, '69
- Живот ми је празан (алтернација са Про арте), трећа награда стручног жирија, '70
- Пусти ме да одем, '73
- Данас живим с њим, '74
- Истину сам само теби дала, '80
- Буди увијек њежан, '84
- Вољет' ћу те сто година, '85

Југословенски избор за Евросонг:
- Ти си мој завичај, '62
- Резервирано за љубав, Београд '66
- Мален је свијет (дует са Ивицом Шерфезијем), треће место, Љубљана '67

Ваш шлагер сезоне, Сарајево:
- Љубави ми дај, друга награда публике, '69
- Или она или ја, '73
- Под липовим цвијетом, '82
- Заспала сам за клавиром, '83

Сплит:
- Веслај (дует са Арсеном Дедићем), друга награда стручног жирија и друга награда публике, '63
- Далматинке мале (дует са Марком Новоселом), '63
- Марице, врати се (дует са Ивом Робићем), трећа награда стручног жирија, '64
- Послије кише долази сунце (дует са Арсеном Дедићем) / Рива у ноћи (дует са Ивом Робићем), '65
- Два лита ниси дома, '70
- Човик мој, '81
- Адаггио, '82
- Пишем писмо, писма нема, '83

Загреб:
- Један дан (алтернација са Ивицом Шерфезијем), '59
- У малом влаку (алтернација са Ивицом Шерфезијем), '59
- За месец ил' два (алтернација са Надом Кнежевић), '60
- Три пријатеља (алтернација са Марком Новоселом), '60
- Цврчак и мрав (алтернација са Ивицом Шерфезијем), '61
- Откриће, '62
- Загреб, Загреб (Вече шансона), победничка песма, '63
- Платно, боје, кист и твист (алтернација са Квартетом 4М), победничка песма, '63
- Босонога / Ципелица, '64
- Доме мој / Аутограм / Љуљачка (алтернација са Бети Јурковић), '65
- На срећу / Млади смо, '66
- Теби, граде мој (дует са Арсеном Дедићем), трећа награда публике, '66
- Чему истина, '67
- Није ли чудо то, '68
- Влак без повратка (са ВИС Индекси), '69
- Вече обећања, '70
- Завољет' ћеш кад' нећеш хтјети / Свијет није велик, '71
- Доћи ће љепши дан, '72
- Тек сада знам, '73
- Срећо моја, '75
- Кад' поред мене си ти, прва награда жирија, '79
- Ми смо опет заједно, '80
- Зар још желиш нешто више, '81
- Ја опет губим, '82
- Полети бијела птицо (Вече револуционарне и родољубиве песме), '82
- Упали свијећу, позови срећу, '83
- Остај ми здраво, '84
- То се вријеме може вратити (Вече шансона), '84
- Ти си још главни (Вече Универзијади у част), '85
- Мијењамо се, мијењамо, мој Загреб и ја (Одрасла је дјевојчица мала), (Вече посвећено Загребу и Универзијади), прва награда, '86
- Вечерас нећу плакати, '88
- Бит ће боље, '89
- Зидић на Штросу, '96
- Загреб, Загреб, награда за најизвођенију песму са свих протеклих фестивала, '99
- Загребе, хвала, 2002

Крапина:
- Крапина тече, '73
- Лицитаско срце, '75
- Снег цури, '76
- В једен ден, '77
- Још јенкрат ме кушни, '82
- Дојди мед бреге, јесен је злата, '83
- Листек, '84
- Срце шапће, '85
- Мајко Бистричка, краљице мира, '92

Златне жице Славоније, Пожега:
- Жито (са Magnetic and Shorty), 2011